# Старое Почвино
Старое Почвино — деревня в Вышневолоцком городском округе Тверской области.

## География
Находится в центральной части Тверской области на расстоянии приблизительно 12 км по прямой на север-северо-запад от вокзала железнодорожной станции Вышний Волочёк на западном берегу Мстинского водохранилища.

## История
На карте 1825 года деревня уже была отмечена. В 1859 году здесь (сельцо Вышневолоцкого уезда) было учтено 12 дворов и шлюз для судоходства. До 2019 года входила в состав ныне упразднённого Солнечного сельского поселения Вышневолоцкого муниципального района.

## Население
Численность населения составляла 78 человек (1859 год), 60 (русские 91 %) в 2002 году, 46 в 2010.